# Latte Igelkott och den magiska vattenstenen
Latte Igelkott och den magiska vattenstenen (tyska: Latte Igel und der magische Wasserstein) är en tysk animerad familjefilm från 2019. Den hade premiär i Tyskland den 25 december 2019 och svensk premiär 7 augusti 2020. Filmen är en filmatisering av Sebastian Lybecks barnbok Latte Igelkott och vattenstenen från 1956 med teckningar av Veronica Leo.

## Handling
Latte är en stöddig igelkott med gott självförtroende som klarar sig själv. Latte och hennes ekorrkompis Tjum råkar ramla ner i den pumpa som alla djuren i skogen samlat vatten i, för att klara torkan som råder, och allt vatten rinner ut. Deras hopp riktas mot den magiska vattenstenen som ska ha stulits av björnkungen. Latte anmäler sig att ensam ge sig av för att hämta tillbaka stenen och Tjum smyger efter henne in i den stora skogen.

## Svenska röster
- Mimmi Sandén
- Gabriel Odenhammar
- Göran Berlander
- Adil Backman
- Ayla Kabaca
- Adam Fietz
- Oscar Rosberg
- Anders Öjebo
- Claes Grufman
- Dominique Pålsson Wiklund
- Figge Norling
- Frank Thunfors
- Fredrik Hiller
- Hugo Gummeson
- Jennie Jahns
- Jesper Adefelt
- Juni Kinell
- Magnus Mark
- Oscar Harryson
- Paulina Åberg

- Studio: BTI Studios[3]
- Dubbningsregissör: Ingemar Åberg
- Översättning: Mikaela Tidermark Nelson
- Produktionsledare: Maria Von Schéele